# Moos (Sexten)
Moos (italienisch Moso) ist eine Fraktion der italienischen Gemeinde Sexten in Südtirol. Moos liegt am Eingang zum Fischleintal. Im Jahr 1900 bestand Moos fast ausschließlich aus Bauernhöfen, welche im Ersten Weltkrieg großteils zerstört wurden. Heutzutage ist Moos ein Touristendorf mit zahlreichen Hotels. Der Ortsname stammt vom ehemals sumpfigen Gelände.

## Infrastruktur
In Bad Moos beginnt die Umlaufbahn Rotwand (Baujahr 1993); diese 6er-Gondelbahn führt auf den Berg Rotwand auf die Rotwandwiesen (1.921 m). Ferner befinden sich im Ort Moos ein deutschsprachiger Kindergarten und die Feuerwehr.

## Sehenswertes
- Kirche zum Hl. Josef im Mooser Dorfkern
- Valentinskapelle in Bad Moos, erbaut von Valentin Wassermann